# 藤原清縄
藤原 清縄（ふじわら の きよつな）は、平安時代初期の貴族。名は清綱・浄縄とも記される。藤原式家、参議・藤原蔵下麻呂の子。官位は従五位上・豊後守。

## 経歴
大同4年（809年）嵯峨天皇の即位後まもなく従五位下に叙爵し、のち中務少輔に任ぜられる。大同5年（810年）薬子の変終結後に出雲介を兼ねると、弘仁2年（811年）出雲介を兼ねたまま右兵衛佐に遷り、弘仁3年（812年）京官を解かれて出雲介から国守に昇任された。
出雲守在職中の弘仁5年（814年）同国の俘囚である荒橿が反乱を起こすが、夷第一等・遠胆澤母志によって鎮圧される。しかし、この反乱によって田租の未納が発生したため、5月に同国意宇・出雲・神門三郡の未納の稲16万束が免除された。また、反乱による貯稲穀の焼失を通じて、同国では正税帳の記載内容と正倉への貯稲穀の実際の保管状況が多数相違していることが発覚した。加えて、同年9月に来朝した渤海使に対する物資供給も行ったことから、結局同年分の出雲国の田祖は免除されている。
その後、時期は不明ながら豊後守に任ぜられるなど主に地方官を務め、淳和朝の天長2年（825年）従五位上に昇叙された。

## 官歴
『日本後紀』による。
- 時期不詳：正六位上
- 大同4年（809年） 4月13日：従五位下
- 時期不詳：中務少輔
- 大同5年（810年） 9月16日：兼出雲介
- 弘仁2年（811年） 6月1日：右兵衛佐、出雲介如故
- 弘仁3年（812年） 正月12日：出雲守
- 天長2年（825年） 正月4日：従五位上
- 時期不詳：豊後守[5]

## 系譜
『尊卑分脈』による。
- 父：藤原蔵下麻呂
- 母：不詳
- 生母不詳の子女
  - 男子：藤原良代（または定代）
  - 男子：藤原定挙（または定岑）
  - 女子：